# 진주교육대학교

1936년의 진주사범학교

진주교육대학교(晉州敎育大學敎, Chinju National University of Education)는 대한민국의 국립 교육대학이다.
1923년 경상남도 공립사범학교로 설치인가를 받았으며 학제가 개편됨에 따라 1940년에 "진주농업학교 가교사"에서 "관립 진주사범학교"로 설립되어 1942년 현재의 위치로 교사를 이전하였다. 1963년 2년제 진주교육대학으로 승격하여 초대학장에 박해권(朴海權)이 취임하였으며, 1983년 교육법 개정에 따라 4년제 교육대학으로 개편하였고, 1993년 국립학교설치령에 따라 진주교육대학교으로 개칭하였다. 교훈은 성실, 창의, 봉사이다. 2010년 현재 1개 교육대학원, 12개 학과로 구성되어 있으며, 부속 기관으로 정보자료관, 생활관, 대학언론사, 진주문화교육연구원이 있고, 부설 연구기관으로 초등교육연수원, 과학교육연구소 등이 있고 그 밖에 부설 초등학교가 있다. 경상남도 진주시 신안동 380번지에 위치해 있다.

## 표어와 상징

### 교훈
- 성실
- 창의
- 봉사

### 교육목적
진주교육대학교는 국가와 인류의 보편적 가치를 바탕으로 교육환경의 변화와 교육환경의 변화에 창의적으로 대처하는 지성, 타인과의 공존을 도모하는 덕성, 초등교육에 대한 유능한 교원양성을 목적으로 한다.

## 연혁
- 1923년 3월 31일 경상남도 공립사법학교 설치 인가 (조선총독부 고시 제125호 인가)
- 1940년 4월 1일 관립진주사범학교 개교
- 1963년 1월 1일 진주교육대학 설치인가(각령 제1133호)
- 1963년 3월 1일 진주교육대학 개교, 초대학장 박해권 선생 취임
- 1963년 3월 8일 개교식 및 입학식 거행
- 1964년 1월 15일 진주교육대학부설초등교원연수원 개원
- 1964년 3월 2일 진주교육대학교부속국민학교 개교
- 1965년 2월 22일 제1회 졸업(2년과정)
- 1966년 12월 5일 진주교육대학부설초등교원양성소 개설
- 1967년 3월 15일 제2대 학장 조용진 교수 취임
- 1969년 3월 26일 제3대 학장 김용태 선생 취임
- 1969년 6월 16일 제211 학생군사교육단 창단
- 1973년 3월 26일 제4대 학장 김용태 학장 재임
- 1977년 3월 25일 제5대 학장 이수동 선생 취임
- 1980년 8월 5일 제6대 학장 김정곤 교수 취임
- 1983년 3월 1일 교육법(1981.2.13 법률 제3370호)제120조 및 동법 부칙 제2항에 의거 4년제 교육대학으로 승격개편. 제7대(4년제 초대)학장 김정곤 학장 발령
- 1984년 12월 15일 야간·계절제 설치운영 (야간160명, 계절160명: 양성 1022-1077호)
- 1985년 3월 9일 3학년 편입학식(야간·계절제)
- 1987년 2월 20일 제21회 졸업(제1회 학위수여식)
- 1987년 3월 1일 제8대 학장 노윤환 교수 취임
- 1991년 3월 1일 제9대 학장 성환상 박사 취임
- 1992년 2월 28일 병역의무 특례규정 개정으로 R.N.T.C제도 폐지
- 1992년 4월 9일 R.O.T.C 교육과정인가(국교육 24262-46호)
- 1992년 9월 5일 제181학군단 창단
- 1993년 3월 1일 국립학교설치령(1993.2.24 대통령령 제13859호) 의거 『진주교육대학』에서『진주교육대학교』로 명칭 변경(초대총장 성환상 박사 1995.1.27)
- 1995년 3월 1일 제2대 총장 김성준 교수 취임
- 1995년 11월 10일 교육대학원 석사과정 초등교육학과 4개 전공(도덕, 국어, 수학, 교육방법) 설치인가
- 1996년 11월 1일 교육대학원 석사과정 초등교육학과 4개전공 증설(사회, 과학, 실과, 영어) (교양 81413-635 교육대학원 학생정원 조정)
- 1997년 11월 17일 교육대학원 석사과정 초등교육학과 4개전공 증설(음악, 미술, 컴퓨터, 특수) (교양 81413-677 교육대학원 입학정원 조정)
- 1998년 11월 16일 교육대학원 야간제 1개 전공(초등체육교육) 신설
- 1999년 3월 1일 제3대 총장 권정호 박사 취임
- 1999년 10월 21일 학부 정원이 405명에서 450명으로 증원
- 1999년 11월 19일 교육대학원 야간제 1개 전공(초등학교상담) 신설
- 2002년 11월 21일 학부정원이 450명에서 460명으로 증원
- 2003년 11월 25일 학부정원이 460명에서 540명으로 증원
- 2004년 1월 7일 제4대 총장 이용원 박사 취임
- 2004년 2월 20일 2003학년도 제38회 전기 졸업식(제18회 학사학위 수여식) 및 제7회 전기 교육학석사 학위수여식
- 2004년 3월 2일 2004학년도 제42회 입학식
- 2006년 8월 18일 제40회 후기 졸업식, 제9회 교육학석사 학위수여식(총졸업인원 - 학부: 30,135명, 교육대학원 761명)
- 2007년 9월 1일 제5대 총장 정보주 박사 취임
- 2011년 9월 1일 제6대 총장 김선유 박사 취임
- 2016년 2월 25일 제7대 총장 최문성 박사 취임
- 2020년 3월 27일 제8대 총장 유길한 박사 취임
- 2024년 4월 1일 제9대 총장 김성규 박사 취임

## 대학본부
- 교육대학원
- 교무처
- 학생지원처
- 총무처

## 부속시설
- 도서관
- 정보전산원
- 생활관
- 평생교육원
- 글로벌인재교육원
- 대학언론사
- 기획연구처
- 산학협력단
- 메이커스페이스사업단
- 초등교육연수원
- 상담센터
- 인권센터
- 장애학생지원센터
- ODA사업센터
- 미래교육센터
- 교육문화관
- 다문화교육원
- 진주교육대학교 부설초등학교

## 같이 보기
- 대한민국의 국립 대학 목록
- 대한민국의 대학 목록
- 대한민국의 교육